# NGC 7427
NGC 7427 é uma galáxia lenticular (S0) localizada na direcção da constelação de Pegasus. Possui uma declinação de +08° 30' 22" e uma ascensão recta de 22 horas, 57 minutos e 09,8 segundos.